# Языковая политика в Латвии
Языковая политика в Латвии определяется статьями 4 и 114 Конституции Латвии, закрепляющими латышский язык как государственный и гарантирующими права национальных меньшинств на сохранение и развитие языков. Латгальский и ливский языки расцениваются как находящиеся под угрозой исчезновения, все остальные языки (в том числе и русский, являющийся родным для более трети населения) — иностранные. Среди других языков национальных меньшинств выделяются белорусский, украинский, литовский, польский и цыганский.
Преамбула к Закону о государственном языке включает такие цели, как интеграцию национальных меньшинств с уважением их прав на использование родного или другого языка, а также усиление влияния латышского языка на культурную среду Латвии путём более быстрой интеграции в общество.

## Основы регулирования
Государственный язык (латыш. valsts valoda) в Латвии — латышский. Его статус действует с 1988 года после принятия закона Верховным советом Латвийской ССР. В 1992 году поправки к закону 1988 года укрепили позицию латышского языка. В языковом законе от 1999 года в статье 5 оговорены ливский и латгальский как находящиеся под угрозой исчезновения языки, все остальные признаны иностранными. С 1998 года в статье 4 Конституции Латвии прописан официальный статус латышского языка, с 2002 года члены Сейма обязуются предпринимать усилия для сохранения латышского языка как единственного государственного (статья 18). Статьёй 104 гарантируется право человека получать на латышском языке ответы на обращения к властям. По состоянию на 2017 год никаких поправок в Закон о государственном языке (принят в 1999 году) не вносилось.
В 1995 году Латвия подписала, а в 2005 году ратифицировала Рамочную конвенцию о защите национальных меньшинств, однако при ратификации Сейм Латвии ограничил реализацию статей 10 и 11. По состоянию на 2008 год Латвия не планировала присоединения к Европейской хартии региональных языков. Существуют следующие специальные органы, осуществляющие языковую политику:  Комиссия по государственному языку (подчиняется президенту Латвии), вносящая предложения; Центр государственного языка (подчиняется Министерству юстиции), взыскивающий штрафы за правонарушения и переводящий международные документы; Агентство латышского языка (подчиняется Министерству образования и науки), предоставляющее консультации и возможности изучения латышского, а также анализирующее ситуацию и разрабатывающее учебные пособия.

## Использование языков в госсекторе
С 2000 года, согласно статье 10 Закона о государственном языке, подача обращений в правительственные учреждения и государственные предприятия возможна только на латышском языке (за исключением служб экстренной помощи, обращений иностранных граждан и т.д.). С 1992 по 2000 годы, согласно старому языковому закону 1992 года, власти принимали документы на русском, английском и немецком, давая ответы на том же языке, на котором им поступало обращение. Для избрания в Сейм Латвии и муниципальные советы у граждан ранее проверяли в обязательном порядке уровень владения латышским языком, который был заявлен в документах, но после того, как Латвия проиграла дело против И. Подколзиной в ЕСПЧ и дело А. Игнатане в Комитете ООН, это требование об обязательной проверке отменили. Тем не менее, депутата Сейма могут лишить мандата в случае, если его владение языком окажется недостаточным.
Статья 19 закона предписывает написание имён и фамилий в латышской форме, что создавало некоторые неудобства гражданам. В ЕСПЧ были поданы дела Лидии Кухарец и Юты Менцен, чьи фамилии были изменены на Кухареца и Менцена. Латвийский Конституционный Суд в 2001 году признал, что нарушений никаких не было сделано, в 2004 году ЕСПЧ признал жалобы неприемлемыми. В 2007 году в Комитет ООН по правам человека подал жалобу Леонид Райхман, который выиграл дело в 2010 году.
Согласно статье 18, все топонимы оформляются только на латышском языке (кроме Ливского берега, где используется также ливский язык). Согласно закону об электронных СМИ (статья 66), обязательно использовать латышский язык на первых государственных теле- и радиоканале, на вторых каналах возможно использование и иных языков наряду с латышским.
Латвия позиционирует себя как демократическое национальное государство, выступая за социальную интеграцию на базе латышского языка, но при этом признавая справедливым разнообразие языков.
Критики проводят параллели между деятельностью правительства Латвии и ассимиляцией языковых меньшинств в других странах. Джеймс Хьюз, читающий в Лондонской школе экономики и политических наук лекции по компаративной политике, отмечает русских в Латвии как крупнейшее языковое меньшинство в Европе и считает, что латвийские языковые законы не соблюдают права русскоговорящих и противоречат многим положениям в международной практике по защите национальных меньшинств. Журналист газеты «Московские новости» Наталья Пулина называет русских Латвии крупнейшим языковым меньшинством Евросоюза, чей язык не является государственным. Журналист Би-би-си Энгус Роксбёрг в 2005 году отметил, что доля русскоязычных латвийцев сопоставима с долей франкоговорящих бельгийцев, и у них есть такое же право на получение образования на родном языке и его использование, как у шведов в Финляндии.
В 2004 году Балтийский институт социальных наук провёл неофициальный опрос среди 1018 респондентов, по итогам которого выяснилось, что около 51 % жителей страны поддерживали признание русского вторым государственным, 44 % выступали против. Из них 77 % латышей-респондентов выступали против признания русского вторым государственным, 87 % русских респондентов — за признание, 75 % представителей иных национальных меньшинств также поддерживали признание русского вторым государственным.
Тем не менее национально настроенные латышские политики последовательно добивались уменьшения использования русского языка, предпринимая атаки прежде всего на школы. В ответ на очередное предложение Национального объединения перевести все школы только на латышский язык обучения партия «За родной язык!» инициировала сбор подписей за русский язык как второй государственный. Целью этой акции было показать международному сообществу массовый спрос на русский язык и необходимость соблюдения прав русскоговорящих жителей Латвии.
18 февраля 2012 года в Латвии состоялся референдум по проекту внесения поправок в Конституцию Латвии, делающих русский язык вторым государственным. За эти поправки высказались 273 347 граждан Латвии — то есть практически все представители национальных меньшинств, так как русских граждан на тот момент было около 160 тысяч. 74,8 % принявших участие в референдуме проголосовали против, и предложенные поправки не были приняты.

## Использование языков в частной сфере
Закон об электронных СМИ (статья 32) предусматривает, что электронные СМИ для привилегированного статуса национальных или региональных должны как минимум 65 % вещания обеспечивать на латышском. Статья 28 того же закона предписывает обязательный дубляж или субтитры на латышском языке для всех зарубежных фильмов или передач, транслирующимся на латвийском телевидении (за исключением новостей, прямых репортажей, программ об изучении языка и переводного контента). Аналогичные требования относятся к кинотеатрам, согласно статье 17 Закона о государственном языке. До рассмотрения в Конституционном суде заявлений 24 депутатов фракции «ЗаПЧЕЛ» от 2003 года вещание на языках меньшинств было ограничено на телевидении и радио 25 % (до 1998 года доля составляла 30 %).
Уровни владения латышским языком определены для более чем тысячи профессий и должностей, согласно статье 6 Закона о государственном языке. Есть шесть уровней и два списка профессий (для общественного и частного секторов), каждой соответствует свой уровень. Для тех, кто не получал образования в Латвии и не является лицом с ограниченными возможностями, обязательным является экзамен на знание латышского языка для работы в Латвии. Тех, кто не сможет сдать экзамен на нужный уровень, могут оштрафовать. Исследования биржи труда показывают, что достаточно высок спрос на владеющих латышским, русским и английским языками.
Согласно статье 11 Закона о государственном языке, организаторы общественных событий должны распространить информацию на латышском, которая касается общественных интересов (общественная безопасность или здравоохранение, согласно статье 2). Это же касается плакатов, бигбордов и указателей (статья 21). Ранее организаторам необходимо было также предоставлять перевод всей информации на латышский. Исключение существовало для представителей национальных меньшинств и религиозных организаций: в 1997 году закон о митингах, процессиях и пикетах предоставил свободный выбор языка встреч, пикетов и процессий (статья 19).

## Образование

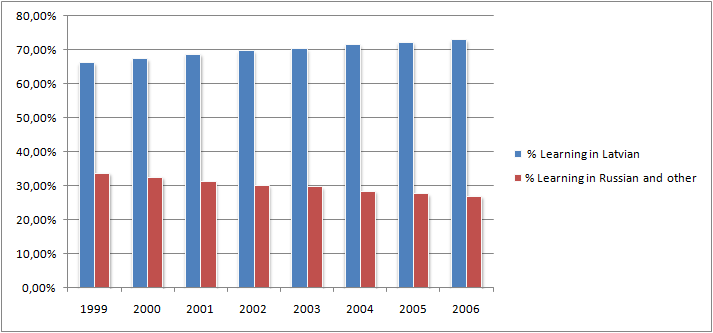
Динамика роста числа обучающихся на латышском

### Школы

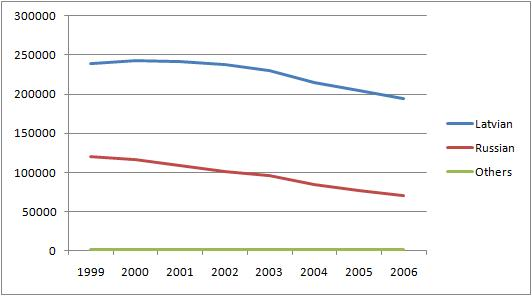
Число обучающихся на латышском и русском

Первые русские школы были основаны в 1789 году. С начала 1990-х годов были образованы школы национальных меньшинств: польская, литовская, белорусская, еврейские, украинская — предоставляли образование на родных языках, но в рамках государственных программ. Число русских школ снижалось в 1990-е по причине демографического кризиса и эмиграции. Ряд школ были закрыты. В настоящее время «русскими» школы называются условно: все школы работают по единой государственной программе, которая предусматривает также модуль обучения для «нацменьшинств». Уже с первого класса в школах с таким модулем преподавания большая часть предметов преподаётся на латышском языке.
| Распределение учащихся общеобразовательных дневных школ по языкам обучения (на начало учебного года; без специальных школ и классов) | Распределение учащихся общеобразовательных дневных школ по языкам обучения (на начало учебного года; без специальных школ и классов) | Распределение учащихся общеобразовательных дневных школ по языкам обучения (на начало учебного года; без специальных школ и классов) | Распределение учащихся общеобразовательных дневных школ по языкам обучения (на начало учебного года; без специальных школ и классов) | Распределение учащихся общеобразовательных дневных школ по языкам обучения (на начало учебного года; без специальных школ и классов) | Распределение учащихся общеобразовательных дневных школ по языкам обучения (на начало учебного года; без специальных школ и классов) | Распределение учащихся общеобразовательных дневных школ по языкам обучения (на начало учебного года; без специальных школ и классов) | Распределение учащихся общеобразовательных дневных школ по языкам обучения (на начало учебного года; без специальных школ и классов) |
| Год | Количество учащихся | В школах с латышским языком обучения                                                                                                 | В школах с русским языком обучения                                                                                                   | В школах с латышским и русским языком обучения (смешанные школы)                                                                     | В смешанных школах учились на латышском языке                                                                                        | В смешанных школах учились на русском языке                                                                                          | В школах с другим языком обучения |
| --- | --- | --- | --- | --- | --- | --- | --- |
| 1990 | 331857 | 147519 | 129609 | 54729 | 29093 | 25636 | - |
| 1991 | 331181 | 150502 | 133360 | 47111 | 28159 | 18952 | 208 |
| 1992 | 321178 | 151178 | 127249 | 42343 | 26016 | 16327 | 408 |
| 1993 | 320534 | 158146 | 122989 | 38938 | 24319 | 14619 | 461 |
| 1994 | 323499 | 166023 | 117305 | 39444 | 24341 | 15103 | 727 |
| 1995 | 329840 | 174079 | 114021 | 40886 | 25073 | 15813 | 854 |
| 1996 | 334646 | 181297 | 110886 | 41555 | 25805 | 15750 | 908 |
| 1997 | 338970 | 188686 | 107947 | 41294 | 26186 | 15108 | 1043 |
| 1998 | 339842 | 194342 | 103953 | 40374 | 26236 | 14138 | 1173 |
| 1999 | 338577 | 201509 | 99906 | 35818 | 22930 | 12888 | 1344 |
| 2000 | 334572 | 203012 | 93799 | 36427 | 22756 | 13671 | 1334 |
| 2001 | 326772 | 203303 | 87901 | 34216 | 21727 | 12489 | 1352 |
| 2002 | 315448 | 199211 | 81715 | 33125 | 21096 | 12029 | 1397 |
| 2003 | 302667 | 193136 | 78158 | 30068 | 19687 | 10381 | 1305 |
| 2004 | 290874 | 188419 | 72582 | 28620 | 19217 | 9403 | 1253 |
| 2005 | 274256 | 181097 | 66859 | 25013 | 16930 | 8083 | 1287 |
| 2006 | 256735 | 171712 | 60575 | 23250 | 15479 | 7771 | 1198 |
| 2007 | 241878 | 162237 | 56237 | 21972 | 15061 | 6911 | 1432 |
| 2008 | 227463 | 153471 | 52753 | 19750 | 13695 | 6055 | 1489 |
| 2009 | 217128 | 146839 | 49149 | 19635 | 12715 | 6920 | 1505 |
| 2010 | 207872 | 139942 | 46782 | 19614 | 11970 | 7644 | 1534 |
| 2011 | 198469 | 134480 | 45389 | 17073 | 9208 | 7865 | 1527 |
| 2012 | 192790 | 129788 | 44351 | 16857 | 8761 | 8096 | 1794 |
| 2013 | 190775 | 127377 | 45461 | 16035 | 8979 | 7056 | 1902 |
| 2014 | 191906 | 128567 | 45197 | 16169 | 8361 | 7808 | 1973 |
| 2015 | 195456 | 131808 | 46163 | 15340 | 7569 | 7771 | 2145 |
| 2016 | 196918 | 132351 | 45547 | 16742 | 8116 | 8626 | 2278 |
| 2017 | 197885 | 133241 | 45134 | 17149 | 8432 | 8717 | 2361 |
| 2018 | 197889 | 133269 | 42436 | 19799 | 9444 | 10355 | 2385 |
| 2019 | 199377 | 134957 | 39179 | 22552 | 10376 | 12176 | 2689 |
| 2020 | 200515 | 136576 | 5034 | 56394 | 15677 | 40717 | 2511 |
| 2021 | 201809 | 138588 | 4988 | 55397 | 17456 | 37941 | 2836 |
| 2022 | 205107 | 140161 | 3917 | 57823 | 22220 | 35603 | 3206 |
| 2023 | 205432 | 145316 | 0 | 55820 | 31909 | 23911 | 4296 |
| 2024 | 205747 | 145784 | 0 | 56222 | 45075 | 11147 | 3741 |

Закон об образовании был принят в 1998 году, по нему в средних школах (10-12 классы) обучение должно было с 2004 года вестись только на латышском. Это повлияло на русские школы негативным образом и привело к акциям протестов в 2003 и 2004 годах. Закон пришлось изменить так, чтобы позволить вести до 40 % занятий на языках национальных меньшинств (статья 56).
Число детей, посещающих школы с латышским языком обучения, росло в первом десятилетии двадцать первого века.
В 2005 году в Конституционном суде были рассмотрены два дела: по первому был признан незаконным запрет на финансирование частных школ для национальных меньшинств, по второму была признана конституционной пропорция преподавания на латышском и языках меньшинств в отношении «как минимум 60 / как максимум 40».
Суд счёл применимой норму соотношения латышского и русского языков 60 %/40% в среднем образовании, но не в основном и начальном. При этом в пункте 20.2.3. своего решения суд указал: «Поскольку сейчас не доказано влияние оспариваемой нормы на качество образования и процесса обучения, должен существовать механизм, позволяющий констатировать изменения. Особенно это относится к качеству процесса обучения. Эти изменения не только можно, но и нужно активно контролировать. Этого требует статья 112 Конституции, в первом предложении которой говорится о праве на образование. Механизм контроля должен быть объективным, всесторонним, профессиональным, регулярным, основанным на научных оценках и методах. Государство обязано обеспечить получение данных, при оценке которых можно принимать взвешенные решения, а также предоставлять обществу, учащимся и их родителям информацию об изменениях в качестве образования и процессе обучения».
В 2017 году Кабинет министров одобрил предложение Министерства образования и науки к 2021 году постепенно перевести образование в старших (10—12) классах средней школы только на латышский язык, а в 7—9 классах довести долю предметов на латышском языке до 80 %. Парламент принял эти поправки, а 2 апреля 2018 года их провозгласил президент Р.Вейонис. Законопроект был оспорен в Конституционном суде 20 депутатами Сейма от социал-демократической партии «Согласие».

### Высшее образование
Образование в государственных университетах Латвии с 1999 года даётся только на латышском (образование в госвузах преимущественно на латышском, со второго курса, предписывалось осуществлять ещё в 1992 году, согласно статье 11 действовавшего закона о языках). Существуют программы с обучением на английском для иностранцев (Рижский технический университет)) или по особым законам (Рижская высшая юридическая школа, Рижская высшая школа экономики).
Высшее образование на русском доступно в частных вузах: Балтийской международной академии, RISEBA, Институте транспорта и связи.
Стремительный рост экспорта образования обеспечил выживание латвийских вузов, количество студентов в которых сократилось почти вдвое из-за катастрофического падения численности населения.
Однако инициативы министра Карлиса Шадурскиса коснулись и высшего образования. На заключительном заседании весенней сессии 2018 года Сейм принял поправку министерства образования к статье 56 закона «О высшей школе», которая фактически запрещает обучение в государственных и в частных вузах на русском и английском языках, сводя количество преподаваемых на английском программ до 20 %, а на русском до нуля. В 2020 году Конституционный суд счёл ограничения неконституционными, но временно оставил их в силе, дав парламенту 11 месяцев на пересмотр закона.

## История языковой политики

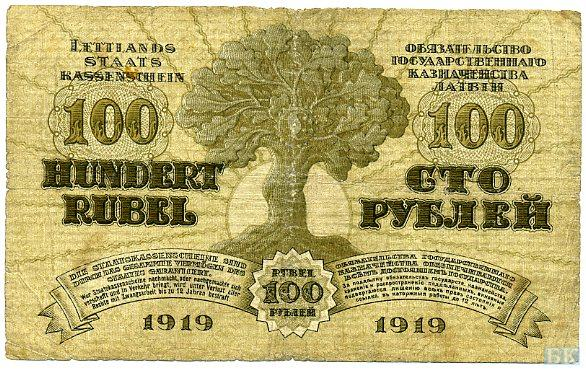
Банкнота в 100 рублей Латвийской Республики

### Ранний период
В Средневековье в Ливонской конфедерации основными языками обучения были латынь и немецкий, пока Ливонию не разделили Польша и Швеция. 
Во второй половине XVI столетия была открыта первая школа для обучения латышей Риги при церкви Святого Якоба. В XVII веке начальные школы с латышским языком обучения были открыты в Шведской Ливонии. В XVIII веке началась кодификация латышского языка, которой занимались немецкие пасторы и учёные.
В 1796 году в Курляндии в Злекском поместье была открыта школа для детей слуг, где обучение велось на латышском языке.

### Народное просвещение в XIX веке
В XIX веке при поддержке Министерства просвещения Российской империи начали создаваться семинарии для подготовки учителей для сельских латышских школ. Для того, чтобы мотивировать молодёжь учиться в империи, был создан Дерптский университет и Рижский Политехникум (основан в 1862 году), с преподаванием на немецком языке. Эти учебные заведения стали кузницей балтийских учёных и интеллигенции, наряду с вузами Санкт-Петебурга и Москвы, где также получала образование нарождающаяся латышская интеллигенция.
В Латгалии польский язык сохранил своё влияние с XVI века. Однако Польское восстание 1863-64 года, затронувшее и Латгалию, побудило царское правительство к изменению языковой политики на своей территории. Чтобы уменьшить влияние Польши, был введён запрет на латиницу и началось более активное внедрение русского языка в народном образовании.
Процесс русификации активизировался с 1881 года, после вступления на престол императора Александра III, вследствие чего в Рижском политехникуме появилось преподавание на русском, а немецкие топонимы на востоке Латвии заменили на русские. Параллельно развивалось и обучение на латышском языке: революция 1905 года предоставила больше возможностей латышам получать образование на родном языке. С последней трети XIX века началось активное развитие латышского языка, в котором принимали участие латышские педагоги и писатели Юрис Алунанс, Атис Кронвальд, Андрей Пумпурс. В 1898 году санкт-петербургский предприниматель и общественный деятель Генрих Висендорф выпускает первый том Латышских народных песен, собранных просветителем Кришьянисом Бароном. Он же предлагает для них название «дайна», взятое из литовского языка — как бы прослеживая связь с латышско-литовским пранародом, якобы существовавшим до XIII века и разделённым в результате католической колонизации Прибалтики. Поскольку выпуск этой книги финансово не оправдался, Висендорф добивается поддержки в Императорской академии наук, которая выпустила остальные пять томов дайн за государственный счёт с 1903 по 1915 год.

### Статус государственного языка
4 января 1918 года Исколат (первая, советская Латвийская республика) впервые в истории провозгласил в своём декрете латышский язык как государственный на территории Латвии, разрешив использовать и другие языки по мере надобности.
Провозглашённая 18 ноября 1918 года Латвийская Республика закрепила статус латышского языка во «Временном порядке суда и судебного процесса» от 6 декабря 1918 года. 30 декабря 1918 года Временное правительство Латвии установило, что впредь в государстве будут использоваться все три языка — латышский, немецкий и русский.
Советское правительство П.Стучки приоритета латышскому не давало, зато пришедшее к власти благодаря немецко-русскому ландесверу правительство А.Ниедры сообщило правительствам стран Антанты, что устанавливает латышский как государственный язык.
22 ноября 1921 года были приняты «Правила о проверке государственных чиновников на знание государственного языка» и был установлен срок, до которого им следовало сдать экзамен. .
18 февраля 1932 года латышский был установлен как государственный язык, однако было разрешено использовать русский и немецкий языки в Сейме, за национальными меньшинствами закрепили право обучаться на родных языках. Государством гарантировалось использование и латгальского языка. 
В 1934 году к власти пришёл Карлис Улманис, провозгласивший курс на латышскую Латвию. Это означало ускоренную латышизацию образования с закрытием школ нацменьшинств. Под удар попали особенно белорусские школы: их осталось всего пять, а значительная часть интеллигенции и белорусские учителя подверглись преследованиям за советскую пропаганду. Для стимулирования эмиграции прибалтийских немцев в 1939 году были закрыты все немецкие школы и приходы.
Во время Второй мировой войны в рейхскомиссариате Остланд были закрыты все еврейские школы в Латвии.

### Латышский язык до 1990 года: окончательная кодификация
В послевоенные годы в Латвийской ССР началось бурное развитие промышленности, строительства и науки. Чтобы подготовить для них местные кадры, требовалось разработать терминологию, что было поручено Терминологической комиссии, созданной при Академии наук. С 1958-го по 1989 год она выпустила 15 словарей латышской терминологии.
- 1958. Metālu tehnoloģija un mašīnu elementi (Технология металла и элементы машин, 120 с.)
- 1959. Fizika, matemātika, astronomija (Физика, Математика, астрономия, 203 с.)
- 1960. Augu aizsardzība (Защита растений, 591 с.)
- 1963. Valodniecības terminu vārdnīca (Словарь лингвистических терминов, 256 с.)
- 1964. Fizikas terminu vārdnīca (Словарь физических терминов, 466 с.)
- 1968. Radioelektronikas, elektrosakaru, automātikas un skaitļošanas tehnikas terminu vārdnīca (Словарь терминов радиоэлектроники, электросвязи, автоматики и вычислительной техники, 604 с.)
- 1969. Ķīmijas un ķīmijas tehnoloģijas terminu vārdnīca (Словарь химии и химической терминологии, 777 с.)
- 1970. Juridisko terminu vārdnīca (Словарь юридических терминов, 499 с.)
- 1973. Agronomijas terminu vārdnīca: Agroķīmija, augkopība, augļkopība, augsnes zinātne, daiļdārzniecība, dārzeņkopība, pļavkopība, zemkopība (Словарь агрономических терминов: агрохимия, растениеводство, плодоводство, наука о растениях, декоративное садоводство, луговодство, земледелие, 659 с.)
- 1974. Lauksaimniecības tehnikas terminu vārdnīca (Словарь терминов сельскохозяйственной техники, 421 с.)
- 1975. Ekonomikas terminu vārdnīca (Словарь экономических терминов, 598 с.)
- 1976. Hidrometeoroloģijas terminu vārdnīca (Словарь гнидрометеорологических терминов, 658 с.)
- 1978. Pedagoģijas terminu vārdnīca (Словарь педагогических терминов, 472 с.)
- 1981. Ekonomiskās ģeogrāfijas terminu vārdnīca (Словарь терминов экономической географии, 760 с.)
- 1989. Tekstilrūpniecības terminu vārdnīca (Словарь терминов текстильной промышленности, 855 с.)

Привлечение рабочей силы из других союзных республик привело к росту населения Латвийской ССР на 27,4 % с 1959 по 1989 годы (при общем росте численности населения СССР на 36,8 %).
Делопроизводство велось в республике на двух языках: латышском и русском. Сбор статистики сельского хозяйства производился только на латышском языке.
Общеобразовательная система на всех этапах работала на латышском и русском языках, польские школы были закрыты до 1953 года, а в 1959 году решением Первого секретаря ЦК КП Латвии Арвида Пельше была прекращена печать единственной газеты на латгальском языке (вопреки требованиям Эдуарда Берклава). Общеобразовательная средняя школа на латышском языке было одиннадцатилетней, чтобы обеспечить полноценное изучение латышского языка и литературы в дополнение к общесоюзной десятилетней школьной программе. Советское государство шло на дополнительные затраты в этой связи.
В вузах было два языковых «потока», при этом существовали вузы, где во все советские годы обучение велось только по-латышски: Академия художеств и Латвийская государственная консерватория, и факультеты: исторический, философский, отделение журналистики в ЛГУ (дневные отделения), дорожно-строительный факультет в РПИ.
Большими тиражами (по 30-50 тысяч экз.) издавались книги на латышском языке, в том числе переводная иностранная литература.
6 октября 1988 года Верховный совет Латвийской ССР провозгласил латышский язык государственным, хотя граждане продолжали общаться с властями на русском, равно как и власти Латвийской ССР вели переписку с советским руководством на русском до восстановления независимости Латвии де факто, происшедшего после августовского путча в Москве в августе 1991 года.

## Языки населения Латвии
1311093 человека по переписи 2000 года назвали латышский родным при 1,5 млн носителей латышского в мире. В связи с географическим положением и расселением народов автохтонными языками только в Латвии считаются латышский и ливский. В 2000 году ливский язык был признан находящимся на грани вымирания, поскольку им свободно владели всего 10 человек из 35 носителей. В начале XXI века ливский был признан родным только для 4 жителей Латвии, которым было за 70 лет. Гризельда Кристинь, последняя носительница ливского, умерла 2 июня 2013 года. В настоящее время ливским языком владеют 210 человек, но он не является родным для них.
Перепись населения 1989 года показывала, что латышский был родным для 52 % населения, 62,4 % населения владели им; русский родным считали 42,12 % жителей, владели им 81,6 %. Латгальский язык не признавался отдельным языком ни в СССР, ни в Латвии, поэтому число носителей официально не было установлено; вопрос о пользовании латгальским как вариантом латышского появился лишь в переписи 2011 года, согласно которой им пользовались 8,8 % населения.
891451 человек по переписи 2000 года назвали русский родным языком: 37,5 % населения против 58,2 % населения, считающего родным латышский. В качестве второго языка русский использовали 43,7 % населения, латышский — 20,8 % населения. При этом русские дети и подростки в возрасте 10-14 лет лучше знали латышский, чем их латышские ровесники русский. Для возрастной группы от 15 лет большинство латышей владели русским лучше, чем русских латышским.. В целом, 71 % этнических латышей владел русским языком, 52 % русских — латышским языком.
Высочайший уровень владения латышским языком по доле населения зафиксирован в Талсинском районе (98,8 %), самый низкий — в Даугавпилсском (41,4 %); там же зафиксирован наивысший процент владения русским языком среди населения (95,7 %), самый низкий — в Кулдигском (57,6 %).

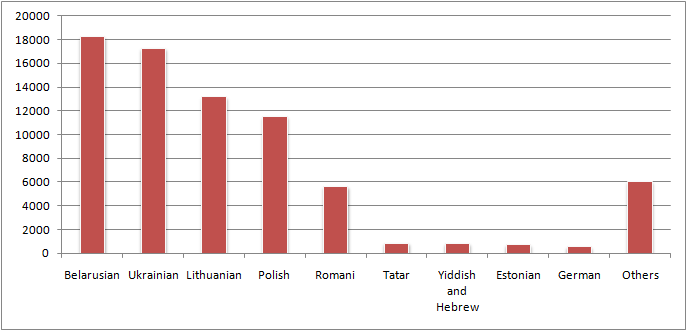
Носители иных языков национальных меньшинств по переписи 2000 года

Другие языки национальных меньшинств, которыми владели жители Латвии:
- Белорусский: 18,265
- Украинский: 17,301
- Литовский: 13,187
- Польский: 11,529
- Цыганский: 5,637
- Татарский: 867
- Идиш или иврит: 825
- Эстонский: 720
- Немецкий: 541
- Все другие: 6,055

Согласно социологическим исследованиям 2017 года, 94 % нелатышского населения Латвии владело латышским языком.

## Международные рекомендации
Верховный комиссар по делам национальных меньшинств ОБСЕ в 1999 году заявил, что новый языковой закон Латвии в сущности соответствует международным обязательствам Латвии, добавив в 2000 году, что этим обязательствам в сущности соответствуют и подзаконные акты правительства, однако при ратификации Рамочной конвенции о защите национальных меньшинств определённые вопросы потребуется пересмотреть.
Международные организации рекомендуют Латвии:
- изменить языковую политику для отражения более многоязычного характера общества[73]
- разрешить переписку с властями на языках национальных меньшинств для представителей этих меньшинств[74][75]
- проявлять гибкость в плане двуязычного обучения[76]
- уделять первоочередное внимание конструктивным и необязательным мерам, поощряя русскоязычное население к изучению и использованию латышского языка[77].

30 августа 2018 года опубликован отчёт Комитета ООН по предотвращению расовой дискриминации, где проанализировано исполнение соответствующей Конвенции в Латвии и предъявлен список нарушений прав этнических меньшинств, в частности, осуждается неправомерное уменьшение использования языка нацменьшинств в средней и основной школе.
Консультативный комитет Совета Европы по исполнению Рамочной конвенции по защите нацменьшинств в октябре 2018 года в своём докладе о Латвии раскритиковал её за инициативы, направленные на монопольную роль латышского языка в образовании, медиа и государственном секторе, заявив, что это ограничивает права представителей нацменьшинств изучать и говорить на своём родном языке.

### Институты
- - Агентство латышского языка (латыш.)
  - Государственная языковая комиссия (латыш.)
    - Латышский язык, языки в Латвии 2003

  - Центр государственного языка (латыш.)

### Законы
- - Языковой закон 1999 года
  - Языковой закон 1989 года (латыш.)
  - Языковой закон 1989 года (латыш.)
  - 1935 Государственный языковой закон (латыш.)
  - Акты 1921, 1932, 1934 годов о государственном языке (латыш.)
  - Акты 1918, 1919, 1921 и последующих годов о государственном языке (латыш.)
  - 2002 Государственная программа развития латышского языка (латыш.)
  - Программа государственной языковой политики на 2006—2010 годы (латыш.)